# تنیل‌دی‌آمین
تنیل‌دی‌آمین(به انگلیسی: Thenyldiamine) یک آنتی‌هیستامین و آنتی‌کولینرژیک است.